# Bahnhof Sandersleben (Anh)
Der Bahnhof Sandersleben (Anh) ist eine Betriebsstelle der hier miteinander kreuzenden Bahnstrecken Halle–Vienenburg und Berlin–Blankenheim im Ort Sandersleben (Anhalt), heute Ortsteil der Stadt Arnstein in Sachsen-Anhalt.

## Lage
Der Bahnhof befindet sich im Landkreis Mansfeld-Südharz nahe dem Harz im Südwesten Sachsen-Anhalts. Die zugehörige Stadt Sandersleben (Anhalt) gehört seit 2010 als Ortsteil zu Arnstein. Der Bahnhof liegt im Westen der Stadt nahe einem Sportplatz und der Wipper. Im Bereich des Bahnhofs stehen Häuser entlang der Bahnstrecken. Hier kreuzen zwei Bahnstrecken, die Bahnstrecke Halle–Vienenburg im östlichen Teil des Bahnhofs und die Bahnstrecke Berlin–Blankenheim im westlichen Teil des Bahnhofs.

## Geschichte

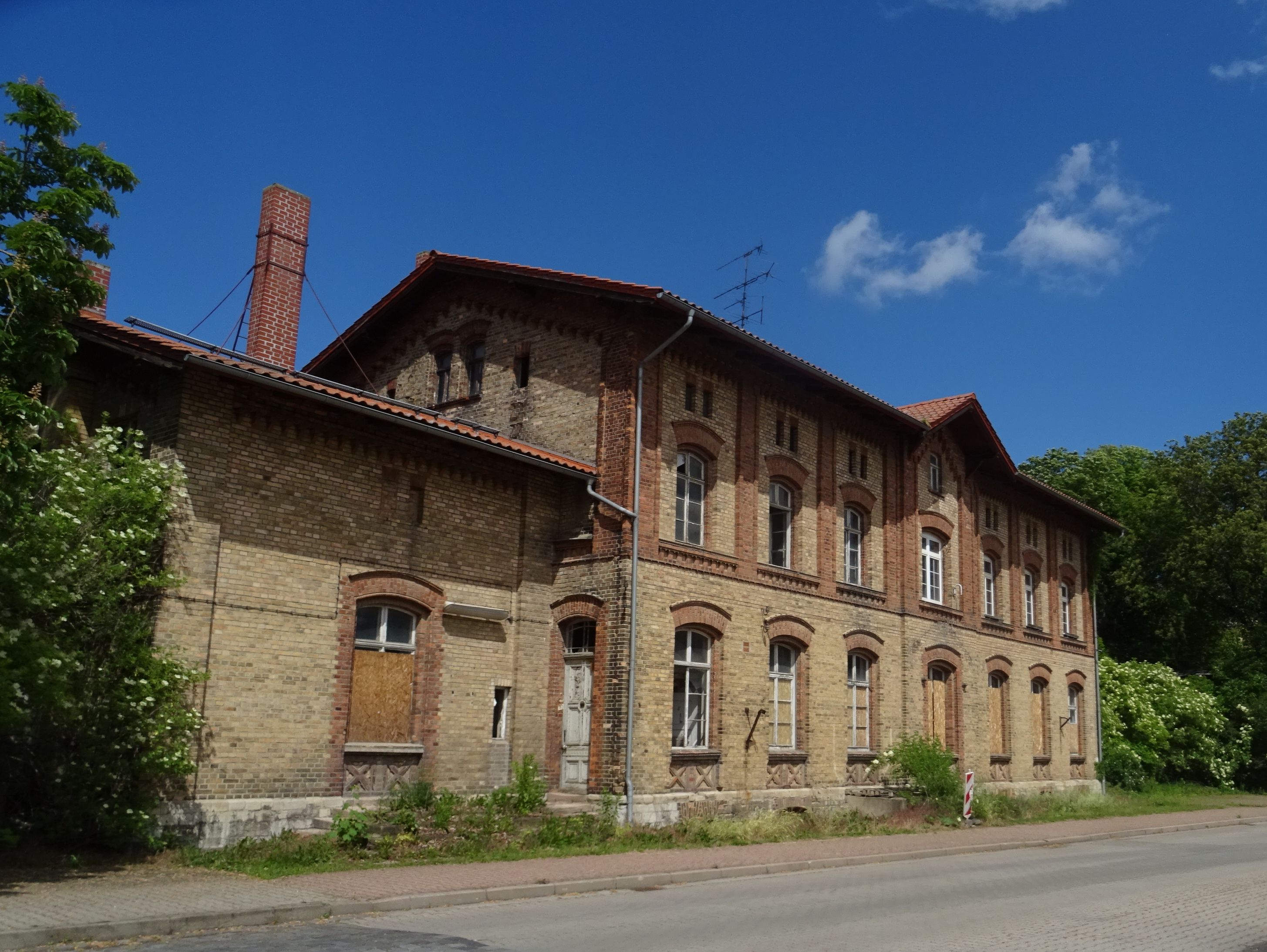
Erstes Empfangsgebäude, östlich der Gleise, 2020.

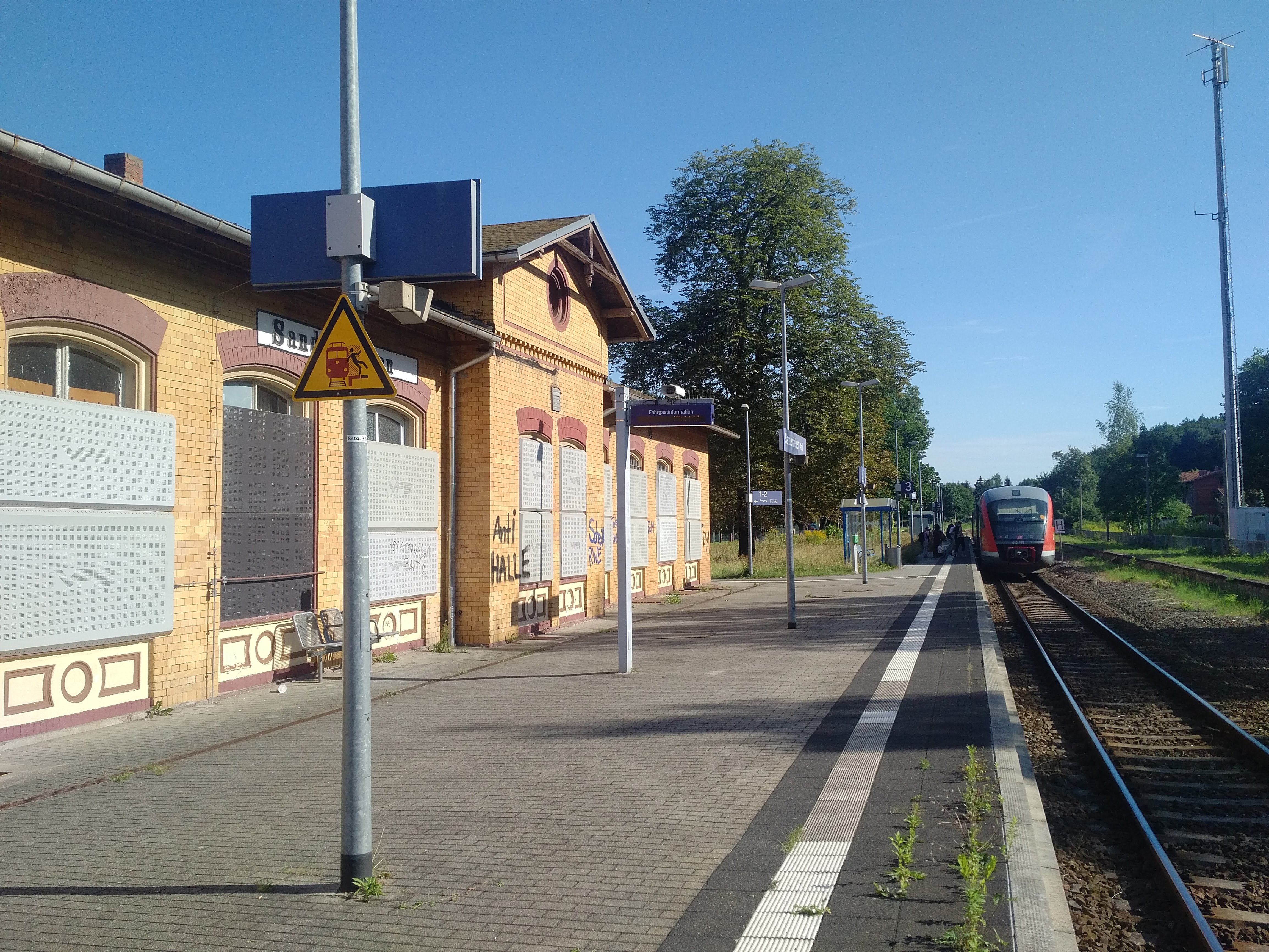
Gleis 3 auf der Blankenheimer Seite mit zweitem Empfangsgebäude in Insellage (2017)

Der Bahnhof wurde am 15. Oktober 1871 mit Inbetriebnahme des Streckenabschnittes Könnern – Aschersleben durch die Magdeburg-Halberstädter Eisenbahngesellschaft (MHE) eröffnet. Mit dem Bau der Berlin-Blankenheimer Eisenbahn durch die Preußische Staatsbahn wurde westlich der bestehenden Anlagen ein zweiter Bahnhof angelegt. Da die MHE eine Nutzung ihres Empfangsgebäudes durch die Staatsbahn verweigerte, erhielt der am 15. Mai 1879 eröffnete Bahnhof ein eigenes Empfangsgebäude, das östlich der neuen Strecke, somit mittig zwischen beiden Strecken seinen Platz fand. Nach der Verstaatlichung der MHE im Jahr 1879 wurde das Gebäude von 1871 einer anderen Nutzung zugeführt.
In den 1980er Jahren wurde die Verbindung Erfurt–Magdeburg (Bahnstrecke Berlin–Blankenheim) über Sandersleben (Anh) mit drei Eilzugpaaren sowie einigen Personenzügen befahren. Zu dieser Zeit war ein Ausbau der Strecke geplant, um die alternative Strecke über Bitterfeld und Naumburg zu entlasten. Das sollte vor allem für den Güterverkehr geschehen. Eine Elektrifizierung war damals vorgesehen; das wurde allerdings nach dem Errichten einiger Fahrleitungsmasten (beispielsweise südlich von Sandersleben (Anhalt) bei Blankenheim) abgebrochen.

## Personenverkehr

### Schienenpersonennahverkehr
Es halten Züge von Regionalverkehre Start Deutschland in Sandersleben (Anh). Eingesetzt werden seit 9. Dezember 2018 nur noch Dieseltriebwagen der Baureihe 1648. In den Jahren zuvor wurden auch Dieseltriebwagen der Baureihen 612, 640 und 642 eingesetzt.
| Linie                    | Linienverlauf                                                                                             | Takt (min) |
| ------------------------ | --- | ---------- |
| RE 4                     | Halle – Könnern – Sandersleben (Anh) – Aschersleben – Halberstadt – Wernigerode – Vienenburg – Goslar (*) | 120        |
| RE 10                    | Magdeburg – Schönebeck – Güsten – Sandersleben (Anh) – Sangerhausen – Sömmerda – Erfurt                   | 120        |
| RE 24                    | Halle – Könnern – Sandersleben (Anh) – Aschersleben – Gatersleben – Halberstadt (*)                       | 120        |
| Stand: 15. Dezember 2024 | |            |

(*)Die Linien RE 4 und RE 24 überlagern sich zwischen Halle (Saale) und Halberstadt zu einem Stundentakt.

### Busverkehr
Die Buslinie 430 der Verkehrsgesellschaft Südharz verbindet den Bahnhof werktags zweistündlich mit Hettstedt und der Lutherstadt Eisleben.

## Bahnhofsanlage

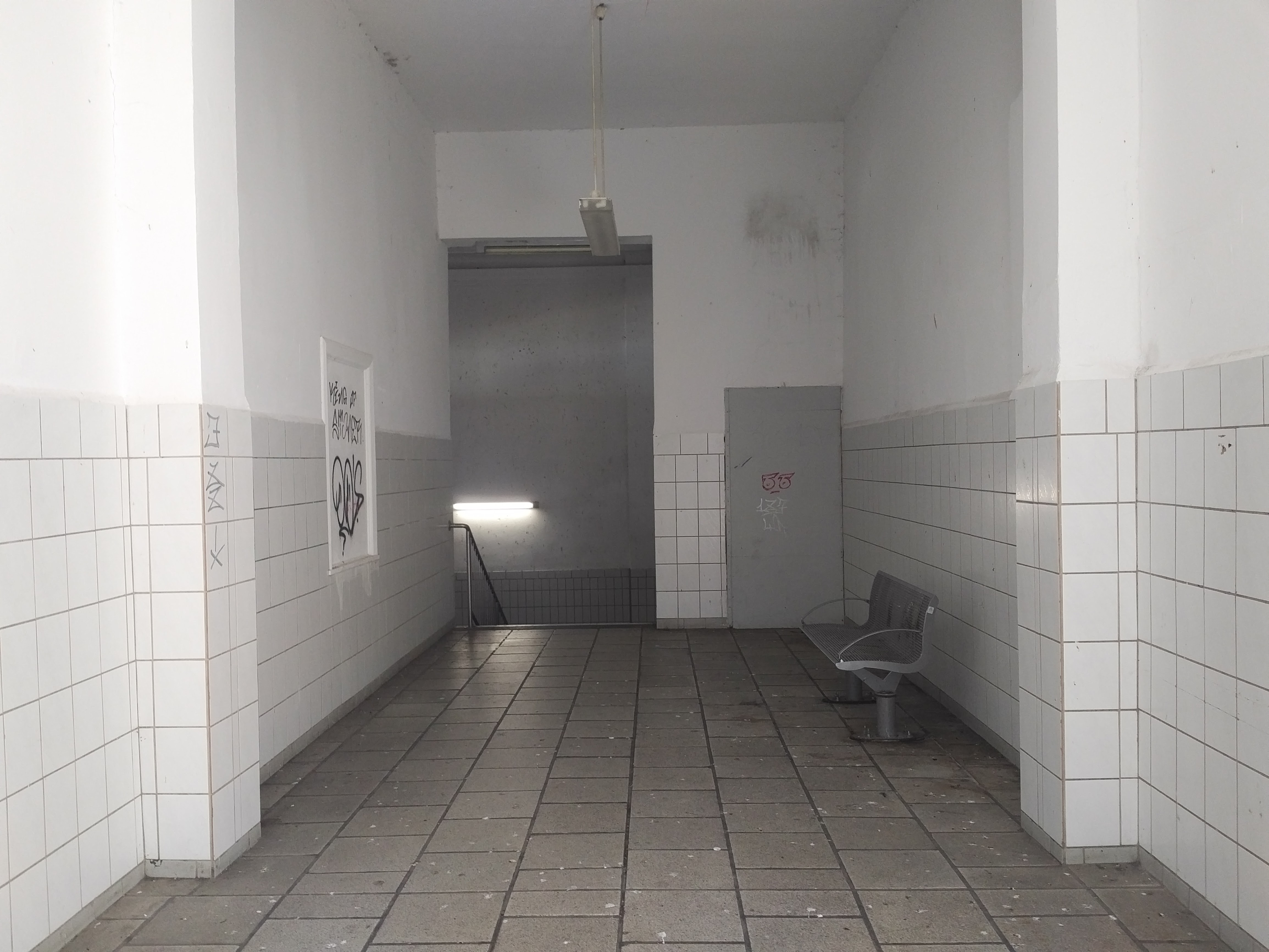
Zugang zum Fußgängertunnel im Mittelempfangsgebäude, 2017.

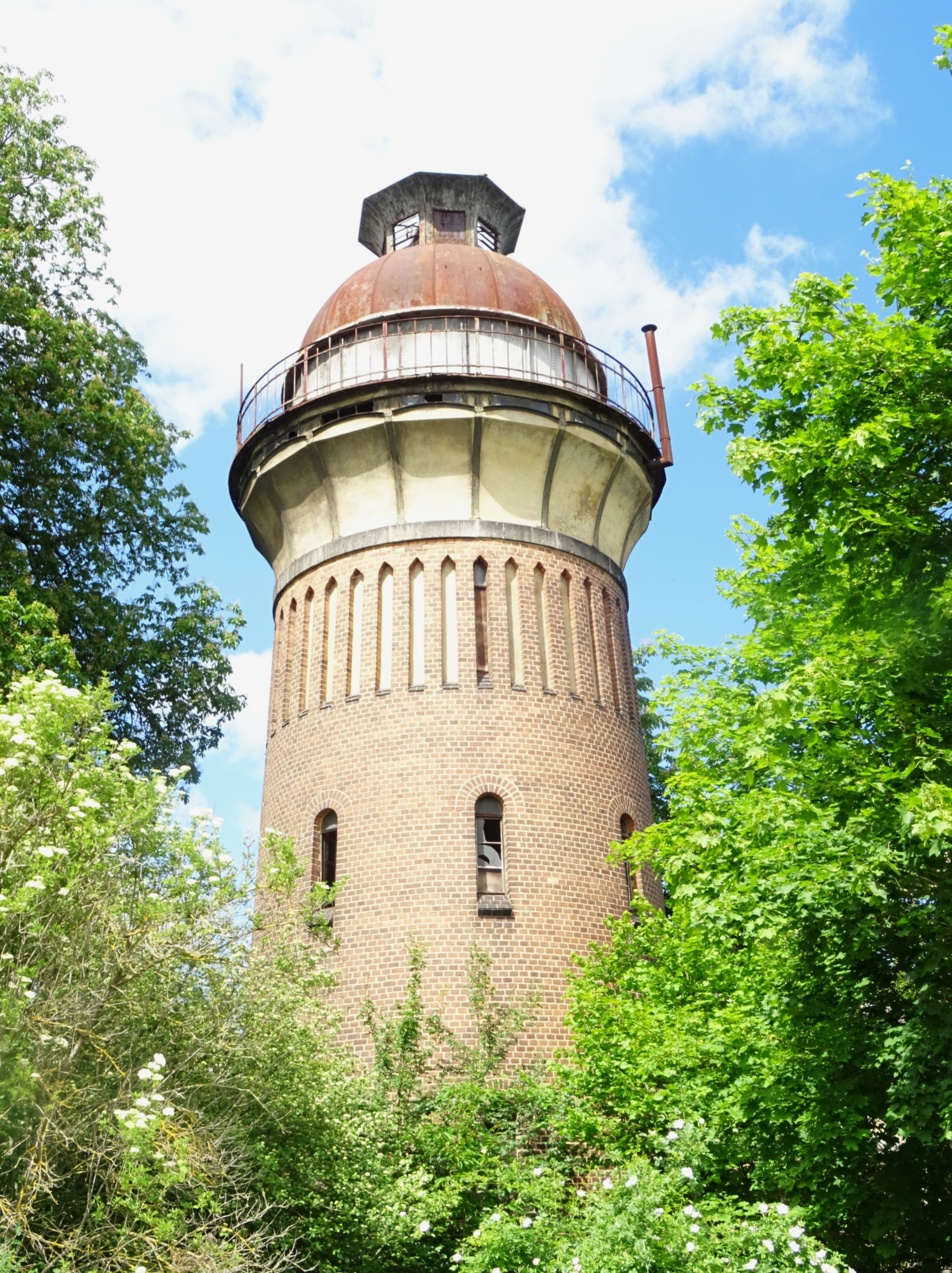
Denkmalgeschützter Wasserturm, 2020.

Der Bahnhof ist als Inselbahnhof angelegt, wobei das Gleis der Berlin-Blankenheimer Bahn (Gleis 3) westlich und die Gleise der Halle-Vienenburger Bahn (Gleise 1 und 2) östlich des Empfangsgebäudes der Berlin-Blankenheimer Bahn liegen. Am nördlichen Bahnhofskopf überquert die Berlin-Blankenheimer Bahn die Halle-Vienenburger Bahn. Nördlich und südlich des Empfangsgebäudes der Berlin-Blankenheimer Bahn sind beide Strecken über Weichenstraßen miteinander verbunden. Ein Fußgängertunnel dient als Zugang von der Straße und dem Bahnsteig 2 zum Mittelempfangsgebäude und den Bahnsteigen 1 und 3.
Östlich von Bahnsteig 2 steht das ehemalige Empfangsgebäude der Magdeburg-Halberstädter Eisenbahngesellschaft, die die Halle-Vienenburger Bahn im Jahr 1865 in Betrieb nahm.
Der Bahnhof Sandersleben (Anh) ist durch Aufzüge barrierefrei ausgebaut.
Der frühere Bahnwasserturm östlich der Gleise nördlich des ersten Empfangsgebäudes ist denkmalgeschützt.